# ラヴ・セックス・マジック
「ラヴ・セックス・マジック」（Love Sex Magic）は、アメリカ合衆国の歌手シアラの3作目のスタジオ・アルバム『ファンタジー・ライド』からのセカンド・シングルで、アルバムからのリード・シングル。楽曲製作をジャスティンが、プロデュースをジャスティンを中心としたプロダクション・チームThe Y'sが行っている。
2009年2月20日にアメリカ合衆国でのラジオ・リリースされ、3月17日からアメリカをはじめ、オーストラリア、ニュージーランド、カナダなどでデジタル・リリースが行われた。4月5日からヨーロッパでのデジタル・リリースが開始された。シングルはリリース以来、世界中の多数の国でトップ10入りしている。
シアラとティンバーレイクは『サタデー・ナイト・ライブ』でパフォーマンスを行った。シアラ単独では『エレンの部屋』『ジミー・キンメル・ライブ!』に出演して曲を披露している。

## 背景
2008年11月16日、シアラは『WildJam'08』でアルバムのリリースが遅れる理由のうちの1つにジャスティン・ティンバーレイクとの楽曲制作を行っているからだと述べた。

## ミュージック・ビデオ
ビデオは2009年3月22日に初公開された。23日にシアラの公式ウェブサイトで初公開した。シアラは2月19日にSayNow fan messageにおいて、ティンバーレイクと共にニューヨークで音楽ビデオを制作していると述べた。ファッションデザイナーのメロディ・エサニはビデオで彼女と何らかの関わりがあるかも知れないと述べた。
シアラのMTVでのインタビューによるとビデオのテーマは「ラヴ・セックス・マジック・ショー」であり、クレージーホースに影響を受けている。

### 内容
ビデオは向かい合ったシアラとジャスティンの映像で始まる。シアラは最初の歌詞を詠唱し、ジャスティンを前戯をするかのように愛撫する。次のカットではレオタードを身に付けたシアラが最初のコーラスを通して抽象的で柔軟なポーズをとる。次のカットではシアラがトラ縞模様のキャットスーツを着て単独でステージに立ち、ふりを踊る。
最終的な場面ではシアラとバック・ダンサーが70年代をイメージした衣装を着て踊る。それからビデオはシアラと複数のパフォーマンス場面の総体的なクリップで終わる。

### 批評
デジタル・スパイはビデオを「このトラックを伴うビデオは、今年のこれまでのビデオの中でベストのうちの1つです。そして、確かに最もセクシーです。シアラはジャスティンの耳を舐めます。ジャスティンは彼女の尻を叩くことでそれを報います。シアラの柔軟性は多くのポール・ダンサーより優っています。」と評した。

## 収録曲
オセアニア CDシングル、アメリカ プロモーショナルCD、アメリカ 輸入シングル
1. "ラヴ・セックス・マジック"（メイン・バージョン） - 3:40
2. "ラヴ・セックス・マジック"（インストルメンタル） - 3:40
3. "ラヴ・セックス・マジック"（アカペラ） - 3:35

イギリスとヨーロッパ CDシングル
1. "ラヴ・セックス・マジック"（メイン・バージョン） - 3:40
2. "ゴー・ガール"（featuring T-ペイン）（メイン・バージョン） - 4:29

ドイツ マキシCD
1. "ラヴ・セックス・マジック"（メイン・バージョン） - 3:40
2. "ラヴ・セックス・マジック"（インストルメンタル） - 3:40
3. "ラヴ・セックス・マジック"（ポーカー・フェース クラブ・ミックス） - 4:19
4. "ラヴ・セックス・マジック"（ジョンソン・ネビンズ セックス・クラブ・ラジオ・ミックス） - 3:28
5. "ラヴ・セックス・マジック"（ビデオ） - 3:40

### オフィシャル・バージョン
- アルバム・バージョン - 3:40
- インストルメンタル - 3:40
- アカペラ - 3:35
- ジョンソン・ネビンズ ラジオ・エディット - 3:12
- ポーカー・フェイス クラブ・ミックス - 4:19
- ジョンソン・ネビンズ セックス・クラブ・ラジオ・ミックス - 3:28
- ジョンソン・ネビンズ セックス・クラブ・ミックス - 6:30
- ジョンソン・ネビンズ エレクトロ・バウンス・リミックス（日本版『ファンタジー・ライド』に収録）
- カットモア・リミックス - 3:34

## リリース日一覧
| 国                   | リリース日    | レーベル                       | 規格                   |
| -------------------- | ------------- | ------------------------------ | ---------------------- |
| アメリカ合衆国       | 2009年3月3日  | ゾンバ ラ・フェイス / ジャイヴ | エアプレイ             |
| アメリカ合衆国       | 2009年3月17日 | ゾンバ ラ・フェイス / ジャイヴ | デジタル・ダウンロード |
| イギリス、ヨーロッパ | 2009年4月5日  | ゾンバ ラ・フェイス / ジャイヴ | デジタル・ダウンロード |
| イギリス、ヨーロッパ | 2009年4月27日 | ゾンバ ラ・フェイス / ジャイヴ | シングル               |
| カナダ               | 2009年4月10日 | ゾンバ ラ・フェイス / ジャイヴ | シングル               |